# Сушич, Сеад
Сеад Сушич (сербохорв. Sead Sušić; род. 3 января 1953, Завидовичи (город, Босния и Герцеговина)) — югославский футболист, нападающий.

## Карьера

### Клубная карьера
Во взрослом футболе дебютировал в 1978 году в столичном клубе «Црвена звезда», где провёл следующие восемь сезонов своей игровой карьеры.
В 1978 году переехал в Северную Америку, где стал выступать за американский клуб «Колорадо Карибус», а спустя менее чем один сезон присоединился к команде канадского «Торонто Близзард».
Спустя менее чем один год вернулся в Европу, присоединившись к команде бельгийского клуба «Льеж», за которую отыграл два сезона. В 1980 году перешёл в другой бельгийский клуб «Моленбек», где и завершил карьеру футболиста в 1982 году.

### Карьера в сборной
30 ноября 1977 года провёл свой единственный матч в составе национальной сборной Югославии в рамках отборочного этапа чемпионата мира 1978 года против команды Испании.

## Личная жизнь
В 1990-х годах Сушич переехал в Льеж, где работал футбольным агентом и имел лицензию ФИФА.
У Сушича есть сын Тино-Свен и младший брат Сафет. Мать Сушича, Паша, скончалась в апреле 2018 года на 97-м году жизни.